# Disa physodes
Disa physodes är en orkidéart som beskrevs av Olof Swartz. Disa physodes ingår i släktet Disa och familjen orkidéer. Inga underarter finns listade i Catalogue of Life.